# Kinderprogramma

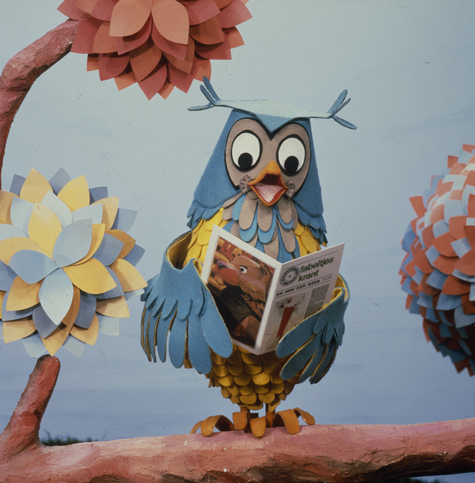
Meneer de Uil in de Fabeltjeskrant.

Kinderprogramma's zijn traditioneel via radio of televisie uitgezonden programma's die gemaakt zijn voor kinderen tot circa 12 jaar als doelgroep. Sinds rond begin 21e eeuw  worden kinderprogramma's net als andere programma's veelal via internet uitgezonden en bekeken.
Bekende radioprogramma's voor kinderen in het midden van de 20e eeuw waren Kleutertje luister (1946-1975) rond 10:00 uur in de ochtend; Barend Bluf (1953-1960); Paulus de Boskabouter (1955-1964) om 19:00 uur, vlak voor het slapen gaan; en Radio Lawaaipapegaai (1976-1978).
Voorbeelden van bekende Nederlandstalige kinderprogramma's in de begintijd van de televisie waren Pipo de Clown, Coco en de vliegende knorrepot, Kantjil, Dappere Dodo, Swiebertje en Morgen gebeurt het (eerste Nederlandse jeugdserie).
In de jaren zestig volgden Mik & Mak, Flip de Tovenaarsleerling en de zeer populaire Fabeltjeskrant. Later volgde ook nog Floris.
Begin 21e eeuw waren Sesamstraat, Tik Tak en Het Klokhuis populaire kinderprogramma's.  
Sommige kinderprogramma's bleken ook bij sommige volwassenen in de smaak te vallen, zoals Swiebertje, Morgen gebeurt het, Ja zuster, nee zuster, Bassie en Adriaan, De Fabeltjeskrant en Het Klokhuis.
Er zijn ook speciale programma's voor kinderen gedurende de schoolvakanties in bioscopen en theaters.